# Tullingsås
Tullingsås är en småort i Ströms distrikt (Ströms socken) i Strömsunds kommun i Jämtlands län.